# Roberto Castelli
Roberto Castelli (ur. 12 lipca 1946 w Lecco) – włoski polityk, były minister, wieloletni parlamentarzysta.

## Życiorys
Z wykształcenia inżynier mechanik, ukończył w 1971 studia na Politechnice Mediolańskiej.
Działalność polityczną rozpoczął w latach 80. w ramach Ligi Lombardzkiej, przekształconej później w Ligę Północną. Od 1992 do 1996 z listy tego ugrupowania zasiadał w parlamencie, sprawując mandat posła do Izby Deputowanych XI i XII kadencji. Od 1996 nieprzerwanie pełni funkcję w senatora (XIII, XIV, XV i XVI kadencji).
W drugim i trzecim rządzie Silvia Berlusconiego (w okresie od 11 czerwca 2001 do 17 maja 2006) sprawował urząd ministra sprawiedliwości. Po zwycięstwie centroprawicy w przedterminowych wyborach w 2008 powołano go na urząd podsekretarza stanu w ministerstwie infrastruktury. W 2009 został wiceministrem w tym resorcie. W 2013 zakończył sprawowanie mandatu parlamentarnego.